# German Open 1972
Die German Open 1972 im Badminton fanden vom 4. bis zum 5. März 1972 in Oberhausen statt.

## Sieger und Platzierte
| Disziplin    | Gold                                | Silber                            | Bronze                                |
| ------------ | ----------------------------------- | --------------------------------- | ------------------------------------- |
| Herreneinzel | Sture Johnsson                      | Tan Aik Huang                     | Flemming Delfs                        |
| Herreneinzel | Sture Johnsson                      | Tan Aik Huang                     | Wolfgang Bochow                       |
| Dameneinzel  | Eva Twedberg                        | Irmgard Gerlatzka                 | Joke van Beusekom                     |
| Dameneinzel  | Eva Twedberg                        | Irmgard Gerlatzka                 | Marieluise Wackerow                   |
| Herrendoppel | Punch Gunalan Ng Boon Bee           | Derek Talbot Elliot Stuart        | Robert McCoig Fraser Gow              |
| Herrendoppel | Punch Gunalan Ng Boon Bee           | Derek Talbot Elliot Stuart        | Willi Braun Roland Maywald            |
| Damendoppel  | Anne Flindt Pernille Kaagaard       | Joke van Beusekom Marjan Luesken  | Irmgard Gerlatzka Marieluise Wackerow |
| Damendoppel  | Anne Flindt Pernille Kaagaard       | Joke van Beusekom Marjan Luesken  | Anke Betz Lore Hawig                  |
| Mixed        | Wolfgang Bochow Marieluise Wackerow | Steen Skovgaard Pernille Kaagaard | Klaus Kaagaard Anne Flindt            |
| Mixed        | Wolfgang Bochow Marieluise Wackerow | Steen Skovgaard Pernille Kaagaard | Elliot Stuart Eva Twedberg            |

## Finalergebnisse
| Disziplin    | Sieger                              | Finalist                          | Ergebnis           |
| ------------ | ----------------------------------- | --------------------------------- | ------------------ |
| Herreneinzel | Sture Johnsson                      | Tan Aik Huang                     | 14-18, 15-5, 15-7  |
| Dameneinzel  | Eva Twedberg                        | Irmgard Gerlatzka                 | 11-6, 11-4         |
| Herrendoppel | Punch Gunalan Ng Boon Bee           | Derek Talbot Elliot Stuart        | 15-9, 15-12        |
| Damendoppel  | Anne Flindt Pernille Kaagaard       | Joke van Beusekom Marjan Luesken  | 14-17, 15-10, 15-9 |
| Mixed        | Wolfgang Bochow Marieluise Wackerow | Steen Skovgaard Pernille Kaagaard | 15-6, 15-4         |